# Джозеф Марієн (стадіон)
Стадіон Джозеф Марієн (фр. Stade Joseph Marien, нід. Joseph Marienstadion — багатофункціональний стадіон, розташований у парку Дуден у муніципалітеті Форе у Брюссельському столичному регіоні, Бельгія. Наразі він використовується переважно для проведення футбольних матчів і є домашнім стадіоном Роял Юніон Сент-Жилуаз. Стадіон вміщує 9 400 глядачів з 2018 року і був відкритий у 1919 році. Вхід до стадіону знаходиться наприкінці вулиці Рю дю Стад / Стадіонстраат.

## Історія

### Початок будівництва
У 1909 році Рояль Уніон Сен-Жіллуаз було запропоновано ділянку в парку Дюден у Форе, Брюссель. Будівництво розпочалося в 1915 році, під час Першої світової війни, і закінчилося в 1919 році. 14 вересня 1919 року стадіон відкрився товариською грою між «Рояль Уніон Сен-Жіллуаз» і «Міланом».

### Літні Олімпійські ігри 1920 року
Стадіон приймав деякі футбольні змагання під час літніх Олімпійських ігор 1920 року.
| №  | Дата                | Раунд        | Гра                       | Результат | Відвідуваність |
| -- | ------------------- | ------------ | ------------------------- | --------- | -------------- |
| 1. | 28 серпня 1920 року | Перший раунд | Нідерланди – Люксембург   | 3–0       | 3 000          |
| 2. | 28 серпня 1920 року | Перший раунд | Данія – Іспанія           | 0–1       | 3 000          |
| 3. | 29 серпня 1920 року | Чвертьфінал  | Чехословаччина – Норвегія | 4–0       | 4 000          |

### Реконструкція 1926 року
У 1926 році стадіон був реконструйований за проєктом архітектора Альберта Каллеварта. З цієї нагоди він отримав фасад у стилі ар-деко з барельєфами Оскара де Клерка.

## Галерея

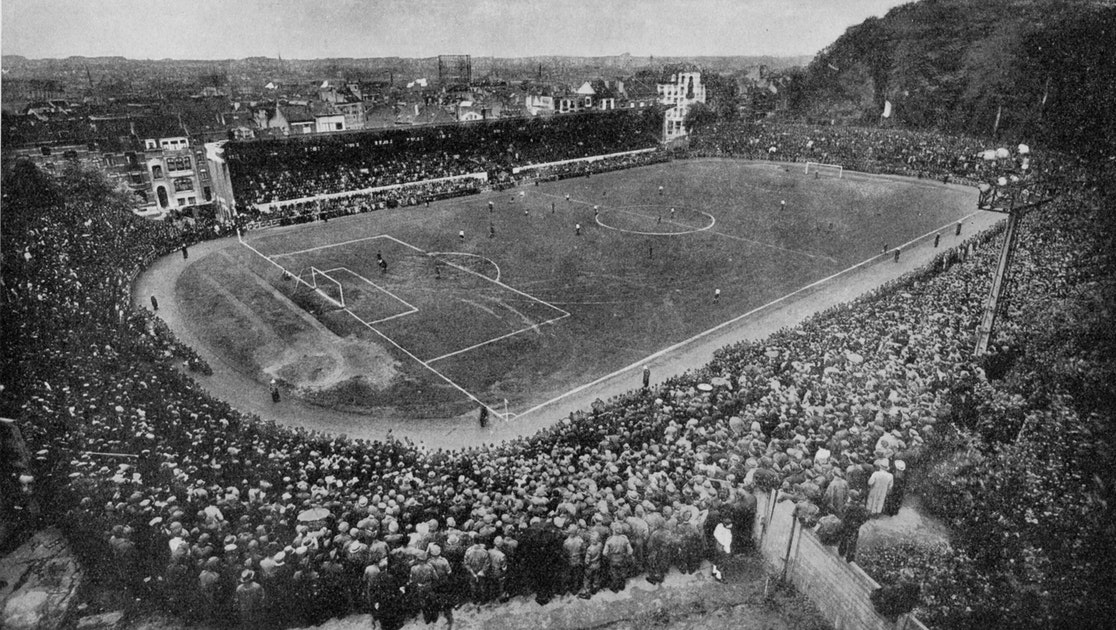
Арена в 1930 році
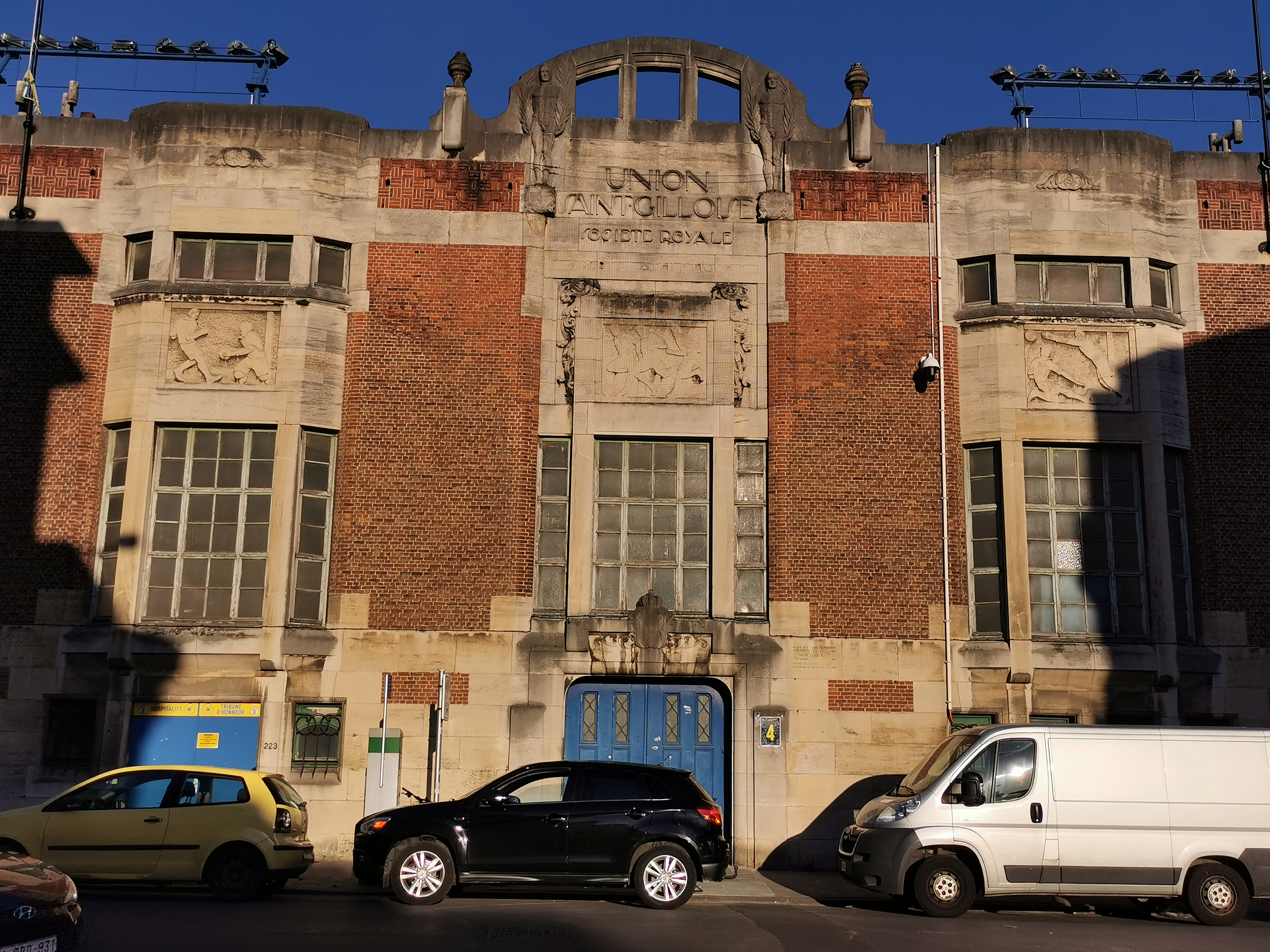
Знаменитий фасад арени
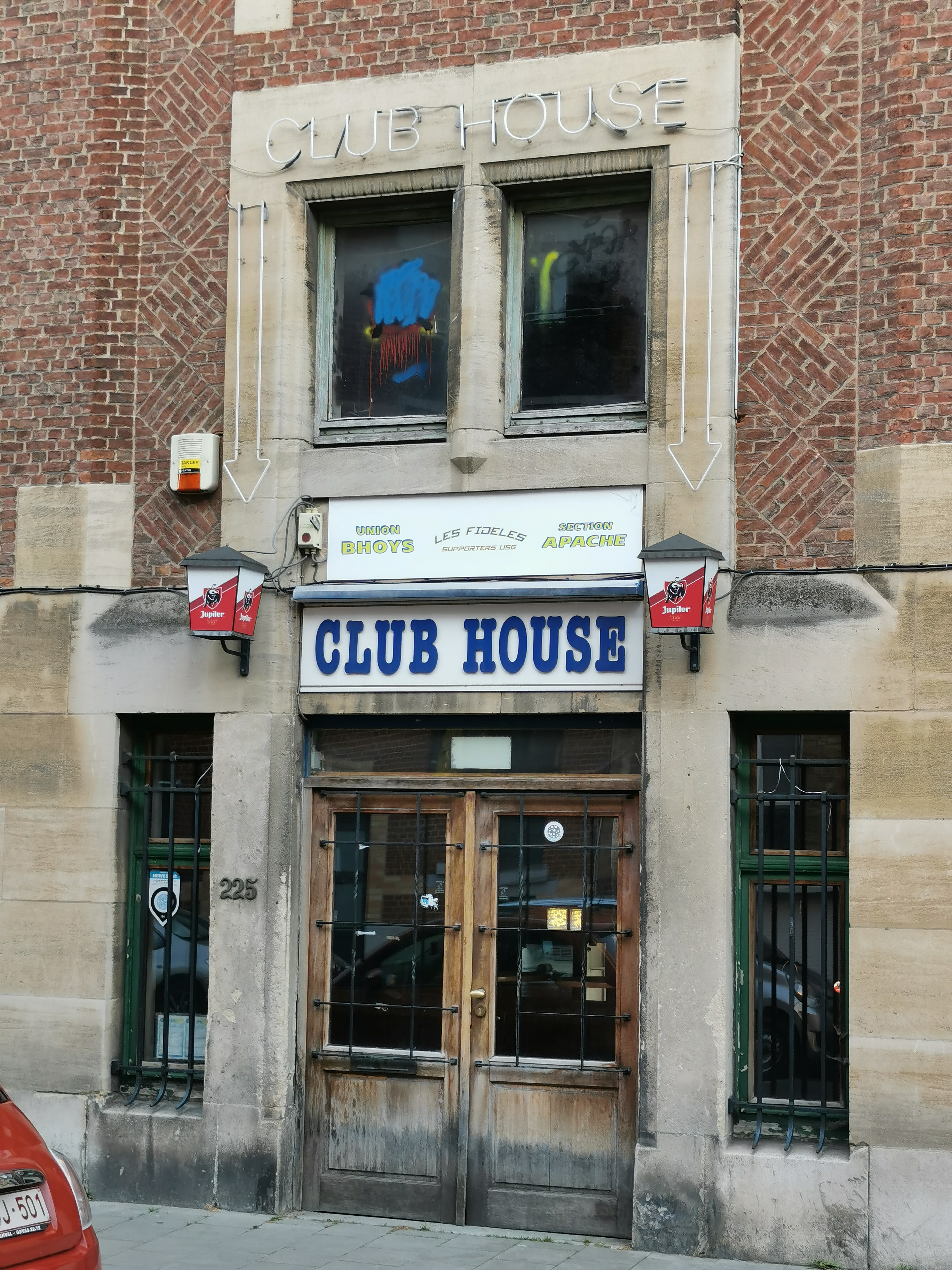
Діючий на «Жозеф Мар'єн» спортбар «Club House» - серце фанатського життя «Юніона»
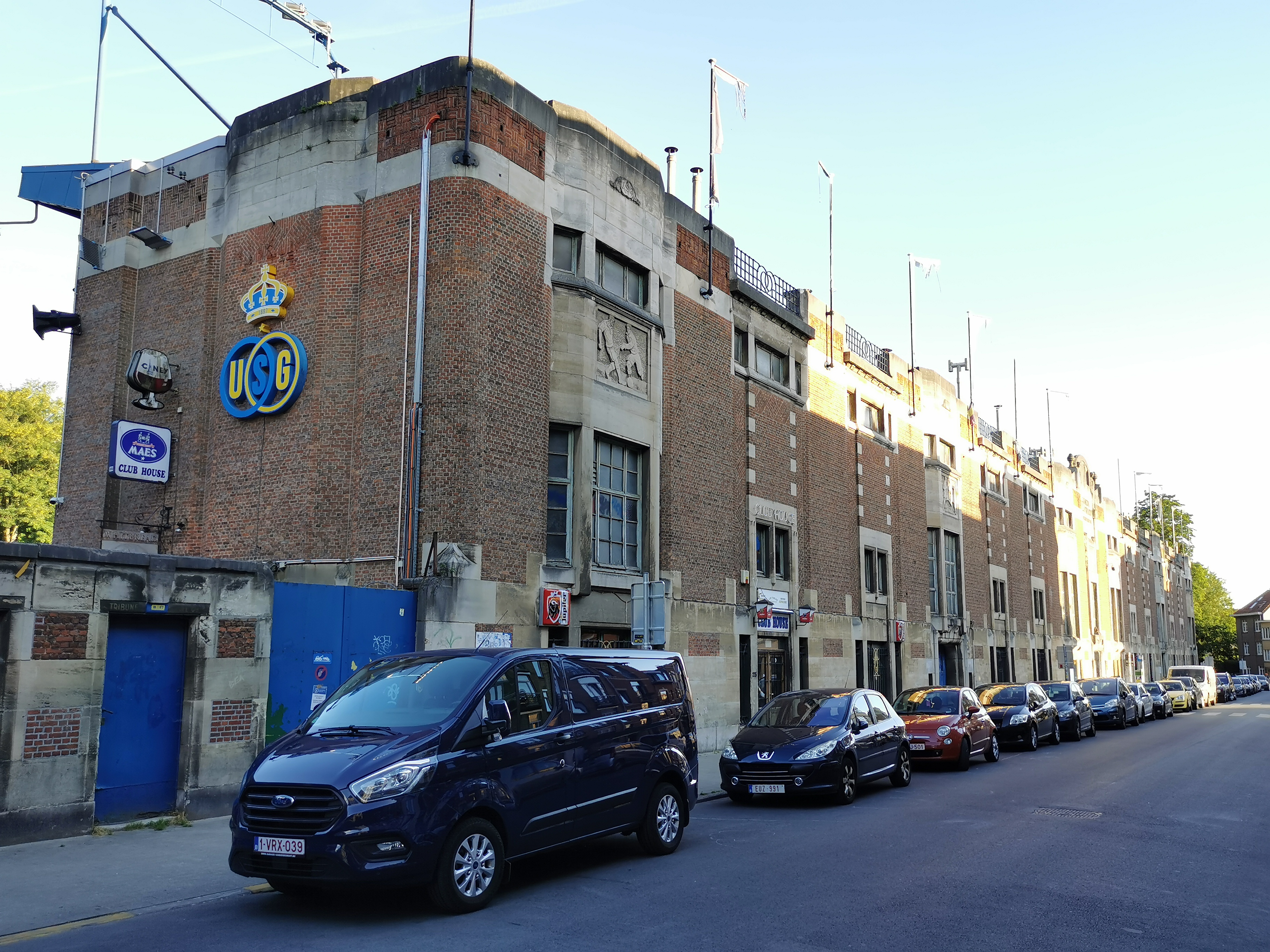
Вид збоку на арену і вхід у клубний бар «Club House»